# August Christian Brill
August Christian Brill (* 15. Oktober 1879 in München; † 14. Dezember 1964 in Oberursel) war ein deutscher Maschinenbauingenieur.

## Leben
Brill war der Sohn des Mathematikers Alexander von Brill und dessen Ehefrau Anna Schleiermacher. Er studierte an der Technischen Hochschule München Maschinenbau mit Diplomabschluss 1902. Anschließend begab er sich in die Vereinigten Staaten von Amerika als Zivil-Ingenieur nach Peabody zur Maschinenbaufirma (Lederbearbeitung) Turner und später nach Leeds in England. 1904 kehrte er zurück nach Frankfurt am Main und war ab 1910 Direktor der Niederlassung der Firma Turner in Oberursel bei Frankfurt bis zu seiner Pensionierung.
Von 1937 bis 1945 hatte er einen Lehrauftrag für Gerbereimaschinen an der TH Darmstadt.

## Ehrungen
- 1954: Ehrensenator der TH Darmstadt.

## Veröffentlichungen
- Gerbereimaschinen. Ein Lehrbuch für Gerberei-Techniker, Betriebsingenieure und Monteure in Lederfabriken. Roether, Darmstadt 1960.